# Хронологија ФНРЈ и КПЈ јануар 1947.
Хронолошки преглед важнијих догађаја везаних за друштвено-политичка дешавања у Федеративној Народној Републици Југославији (ФНРЈ) и деловање Комунистичке партије Југославије (КПЈ), као и општа политичка, друштвена, спортска и културна дешавања која су се догодила у току јануара месеца 1947. године.
| ← децембар '46. · Хронологија ФНРЈ и КПЈ током 1947. године · фебруар → |

### 5. јануар
- У Београду одржана прва дерби фудбалска утакмица између „Црвене звезде“ и „Партизана“, тзв. Београдски дерби. Утакмица је завршена победом „Црвене звезде” са 4:3, а током наредних година ово је постао један од најпознатијих дерби утакмица у СФРЈ, заједно са Хрватским дербијем (између „Хајдука” и „Динама”) и Словеначким дербијем (између „Олимпије” и „Марибора”). До распада СФРЈ, 1992. године одиграно је укупно 90 дербија између „Црвене звезде“ и „Партизана“.

### 6. јануар
- У Београду Врховни суд Народне Републике Србије због „давања информација америчкој амбасади“ осудио на осам година затвора политичара Милоша Трифуновића (1871—1957), бившег дипломату Краљевине Југославије и председника избегличке владе (1943), као и још седморицу лица, међу којима тројицу на смрт — Милутина Мићу Стефановића, преводиоца амбасаде САД; Жељка Шушина, бившег мајора Југословенске војске и Бранка Јовановића, новинара. Према тврдњи оптужнице, коју је заступао Милош Минић, економски аналитичар амбасаде Ефик Приндоноф био је организатор ове доушничке мреже.[1]

### 9. јануар
- У Београду председник Владе ФНРЈ Јосип Броз Тито примио амбасадора Чехословачке у ФНРЈ др Јозефа Корбела, који му је уручио поклон Чехословачке армије намењен Југословенској армији — четири вагона санитетског материјала.[2]

### 12. јануар
- Окружни суд у Загребу осудио на смртну казну стрељањем четворицу високих функционера Независне Државе Хрватске — Блажа Лорковића (1903—1947), повереника Главног усташког стана и једног од сарадника Анте Павелића; пуковника Божидара Церовског (1902—1947), шефа усташке полиције у Загребу; Зденка Блажековића (1915—1947), вођу Мушке усташке младежи и пуковника Ивана Кирина (1911—1947), команданта Поглавникове Телесне гарде. Смртна казна над осуђеним лицима извршена је 24. јануара.[3]

### 17. јануар
- У Љубљани Уставотворна скупштина НР Словеније изгласала и прогласила први Устав НР Словеније и променила назив у Народна скупштина НР Словеније, за чијег је председника изабран Фердо Козак.[4]
- У Београду Уставотворна скупштина НР Србије изгласала и прогласила Устав НР Србије и променила назив у Народна скупштина НР Србије, за чијег је председника изабран Аћим Груловић.[4]

### 18. јануар
- У Загребу Уставотворни сабор НР Хрватске изгласао и прогласио први Устав НР Хрватске и променио назив у Сабор НР Хрватске, за чијег је председника изабран Златан Сремец.[4]

### 25. јануар
- У Љубљани одржан Први сабор ударника Словеније, који је организовао Главни одбор Јединствених синдиката радника и намештеника Словеније (ЈССРН), на коме је учествовало око 500 ударника, којима су се обратили Миха Маринко, председник Владе НР Словеније и Тоне Долиншек, председник ЈСРН Словеније.[5]
- У Загребу, 25. и 25. јануара, одржан Први пленум Главног одбора Јединствених синдиката Хрватске (ЈСХ), на коме је анализиран рад синдиката у светлу друштвено-економских промена и постављени нови задаци. Уводно излагање на Пленуму поднео је Марко белинић, председник Главног одбора (ЈСХ).[5]

### 30. јануар
- У Загребу преминуо Дубравко Дујшин (1894—1947), хрватски позоришни и филмски глумац, а једно време и директор Драме Хрватског народног казалишта у Загребу. У његову част лист Вијесник је 1977. установио „награду Дубравко Дујшин“, као годишњу награду за позоришну уметност.[6]